# Autapomorfia

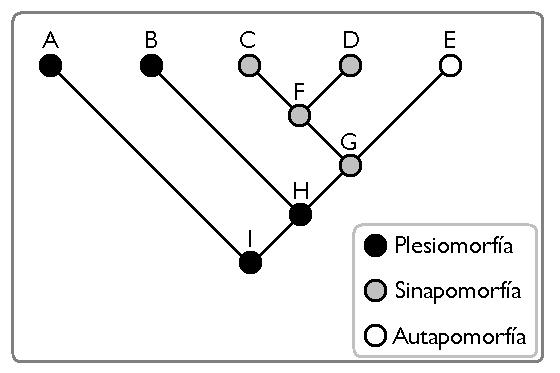
Uproszczony kladogram przedstawia taksony wykazujące cechy plezjomorficzne (A, B, I, H) oraz apomorfie (synapomorfie – C, D, F, G – i autapomorfia – E)

Autapomorfia – cecha zaawansowana występująca tylko w jednej grupie filogenetycznej. Termin „autapomorfia” został wprowadzony przez Williego Henniga i zdefiniowany jako „cecha apomorficzna charakterystyczna dla danej grupy monofiletycznej (i obecna tylko w niej)”. Według powszechnie stosowanej definicji przedstawionej przez Arnolda Klugego autapomorfia to „nowość kodowana jako unikalna w zbiorze danych”. W przeciwieństwie do synapomorfii autapomorfie, jako cechy filogenetycznie nieinformatywne, nie służą do testowania hipotez filogenezy.
Ole Sæther wprowadził koncepcję tzw. „podstawowej autapomorfii” (ang. underlying autapomorphy) – przez niego określanej jako „podstawowa synapomorfia” – czyli cechy charakterystycznej dla danej grupy filogenetycznej występującej tylko u niektórych jej przedstawicieli. Według Naomiego typowym jej schematem jest obecność u bazalnych przedstawicieli grupy cech prymitywnych, a u bardziej wyspecjalizowanych – cech zaawansowanych, które poprzez paralelizm ewolucyjny występują tylko wewnątrz tej grupy.
Autapomorfia na danym poziomie może być synapomorfią na niższym – tak jak zdolność do wytwarzania mleka jest cechą odróżniającą (autapomorfią) ssaki od innych zwierząt, jak również cechą łączącą wszystkie ssaki (synapomorfią).